# 나카큐슈
나카큐슈(일본어: 中九州 나카큐슈[*], 문화어: 나까규슈)는 규슈 지방 중 중부에 위치한 지역의 호칭이다.